# Ngọc Lâm, Quảng Tây
Ngọc Lâm (chữ Hán: 玉林; bính âm: Yulin) là một địa cấp thị của khu tự trị Quảng Tây, Trung Quốc.
- Diện tích: 12.839 km²
- Dân số: 5,98 triệu
- GDP: Năm 2006 là 41,2 tỷ NDT (khoảng hơn 5 tỷ USD)

## Vị trí địa lý
Phía đông nam giáp tỉnh Quảng Đông, là cửa ngõ thông thương quan trọng giữa miền trung và miền nam và đặc biệt là vùng bờ biển Vịnh Bắc Bộ.

## Khí hậu
Nhiệt đới gió mùa, nhiệt độ trung bình hằng năm là 21 °C.

## Phân chia hành chính
Ngọc Lâm hiện được chia thành 2 khu (quận nội thành), 1 thành phố cấp huyện và 4 huyện:
- Khu:
  - Ngọc Châu
  - Phúc Miên
- Thành phố cấp huyện:
  - Bắc Lưu
- Huyện:
  - Bác Bạch
  - Hưng Nghiệp
  - Dung
  - Lục Xuyên

## Nhân khẩu
Ngọc Lâm là quê hương của nhiều người Hoa hải ngoại nhất, với hơn 800.000 người. Phần lớn người dân Ngọc Lâm là người Hán, bên cạnh đó có người Choang, Mèo...

## Ngôn ngữ
Do vị trí tiếp giáp Quảng Đông nên tiếng Quảng Đông khá phổ biến, và tiếng Quan Thoại.

## Kinh tế
Giàu tài nguyên thiên nhiên, nguồn tài nguyên khoáng sản quan trọng là đá granit, đá vôi, sắt, ngọc thạch, cao lanh.
Sản phẩm nông sản chủ yếu là gạo, chuối, cà chua, long nhãn, cây họ hoa tán (hồi hương), mía, và thú nuôi là gia súc, lợn, ngỗng...

## Công nghiệp
Chế tạo máy, vật liệu xây dựng, chế biến thực phẩm, hóa chất, dược phẩm, thuốc lá, thuật làm đồ gốm sứ (đồ sứ xuất khẩu chiếm 50% ở khu vực Đông Nam Á).

## Du lịch
Ngọc Lâm được tôn sùng với cảnh đẹp tự nhiên và một di sản giàu tính văn hóa. Ngọc Lâm là nơi có nhiều suối khoáng nóng nổi tiếng, có một tòa tháp cổ nổi tiếng và lâu đời nhất của Trung Quốc (Zhenbeitai tower).
Thế mạnh của thành phố Ngọc Lâm hiện nay là công nghiệp chế tạo máy, động cơ phục vụ nông nghiệp, hàng điện tử, giày da, may mặc, sản xuất dược phẩm. Thu nhập bình quân đầu người của Ngọc Lâm hiện nay là 2.500 NDT (hơn 50 triệu đồng/người/năm).